# Oleg Butman
Oleg Butman (Russisch: Олег Олег Михайлович Бутман, Oleg Michailovitsj Boetman) (Leningrad, 9 juli 1966) is een Russische jazz-drummer. Butman, een broer van de saxofonist Igor Butman, begon al op achtjarige leeftijd te drummen. Rond 1981 werd hij drummer van de bekende Russische rockband Televizor. In 1983 ging hij studeren aan het conservatorium in zijn geboorteplaats. Van 1984 tot 1987 drumde hij in het kwartet van zijn broer. In 1988 vestigde hij zich in Moskou, waar hij onder meer speelde met Billy Taylor, John Faddis en Pat Metheny. In 1990 ging hij naar Amerika, waar hij lessen nam aan Berkley College of Music en actief werd in New York. Hij speelde er onder meer met Eddie Gomez en Joe Locke en nam er een plaat op met Igor. Hij toerde verschillende keren in zijn vaderland, onder meer met saxofonist Craig Handy, Mark Whitfield en, in 2007, Richie Goods en Daniel Kramer. Sinds 2007 werkt hij samen met de pianiste Natalia Smirnova, resulterend in bijvoorbeeld de plaat Jazz Passion en optredens in Rusland en Europa.

## Discografie (selectie)
- Nostalgia (met Igor Butman), 1997
- Jazz Passion, 2010